# Église San Salvatore in Onda
 (février 2025).
Si vous disposez d'ouvrages ou d'articles de référence ou si vous connaissez des sites web de qualité traitant du thème abordé ici, merci de compléter l'article en donnant les références utiles à sa vérifiabilité et en les liant à la section « Notes et références ».
Pour les articles homonymes, voir San Salvatore.
L'église San Salvatore in Onda (en français : église du Saint-Sauveur-de-l'Onde). est une église de Rome, située dans le rione de Regola. 
L'histoire du lieu est marquée par la fondation de la Société de l'apostolat catholique (appelée alors Pieuse Société des Missions) par saint Vincent Pallotti au XIXe siècle.

## Histoire

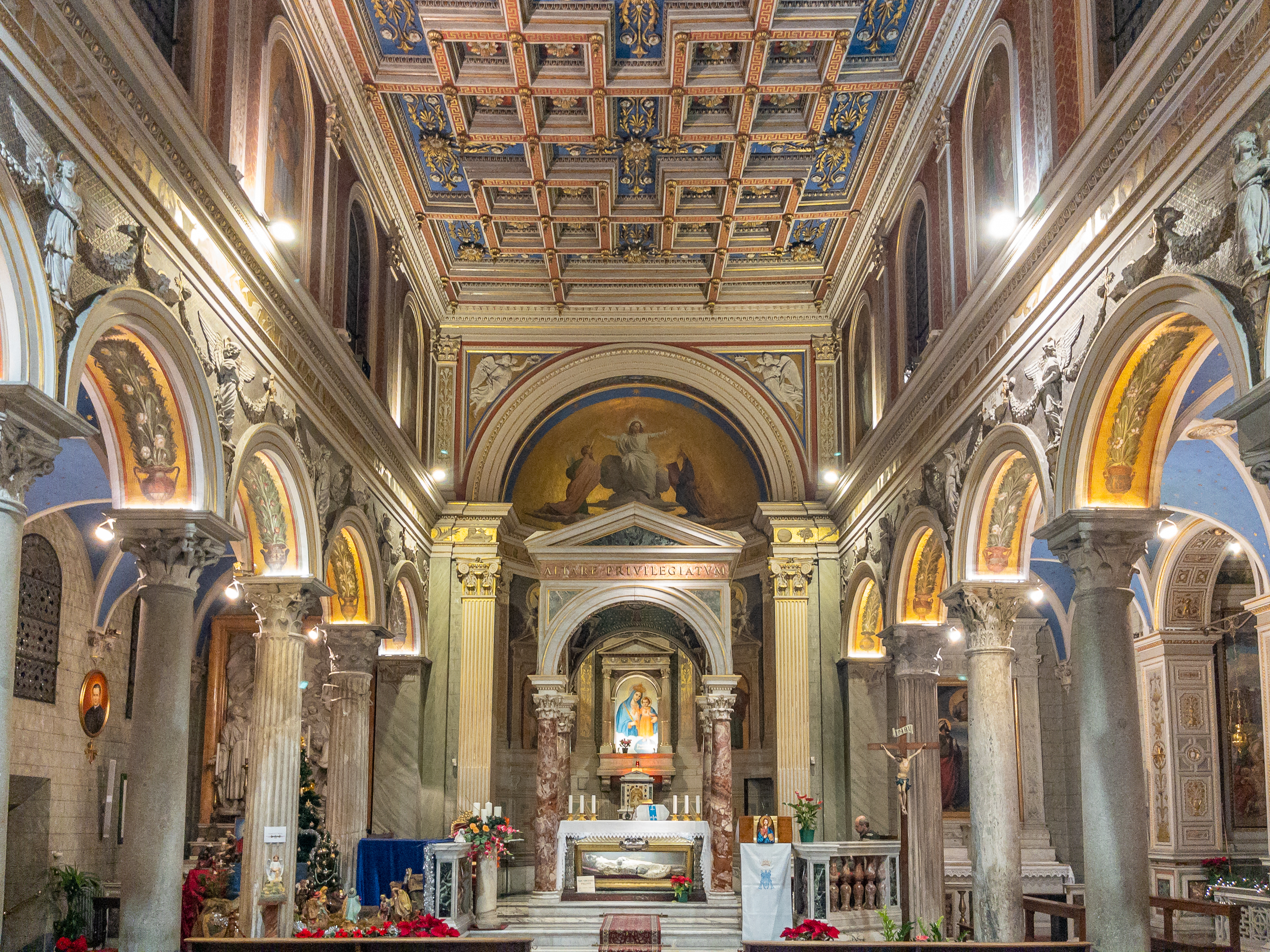
La nef centrale.

La construction de l'église remonte à la fin du XIe siècle et aux débuts du XIIe siècle. Une première mention historique se trouve dans une bulle du pape Honorius II, de 1127.
Consacrée au Très Saint Sauveur (San Salvator), l'église se voit ajouter l'adjectif in onda, probablement en raison des inondations fréquentes par les eaux du Tibre. Elle porte le titre de la "Transfiguration-de-Notre-Seigneur-Jésus-Christ", représentée par la fresque de l'abside, de Filippo Prosperi (en).
Le 9 janvier 1445, le pape Eugène IV la concède aux Frères mineurs conventuels parmi lesquels sortiront plus tard Sixte IV (1471-1484) et Sixte V (1585-1590).
Le 14 août 1844, le pape Grégoire XVI (1831-1846) donne l'église de San Salvatore in Onda, avec la maison adjacente, au père Vincent Pallotti, pour y accueillir la communauté de prêtres et de frères de l'apostolat catholique que ce dernier venait de fonder.
En 1867, commencent les travaux de restauration, sous la direction de l'architecte Luca Carimini (it).
Le service liturgique est toujours assuré par les pères pallottins.

## Description

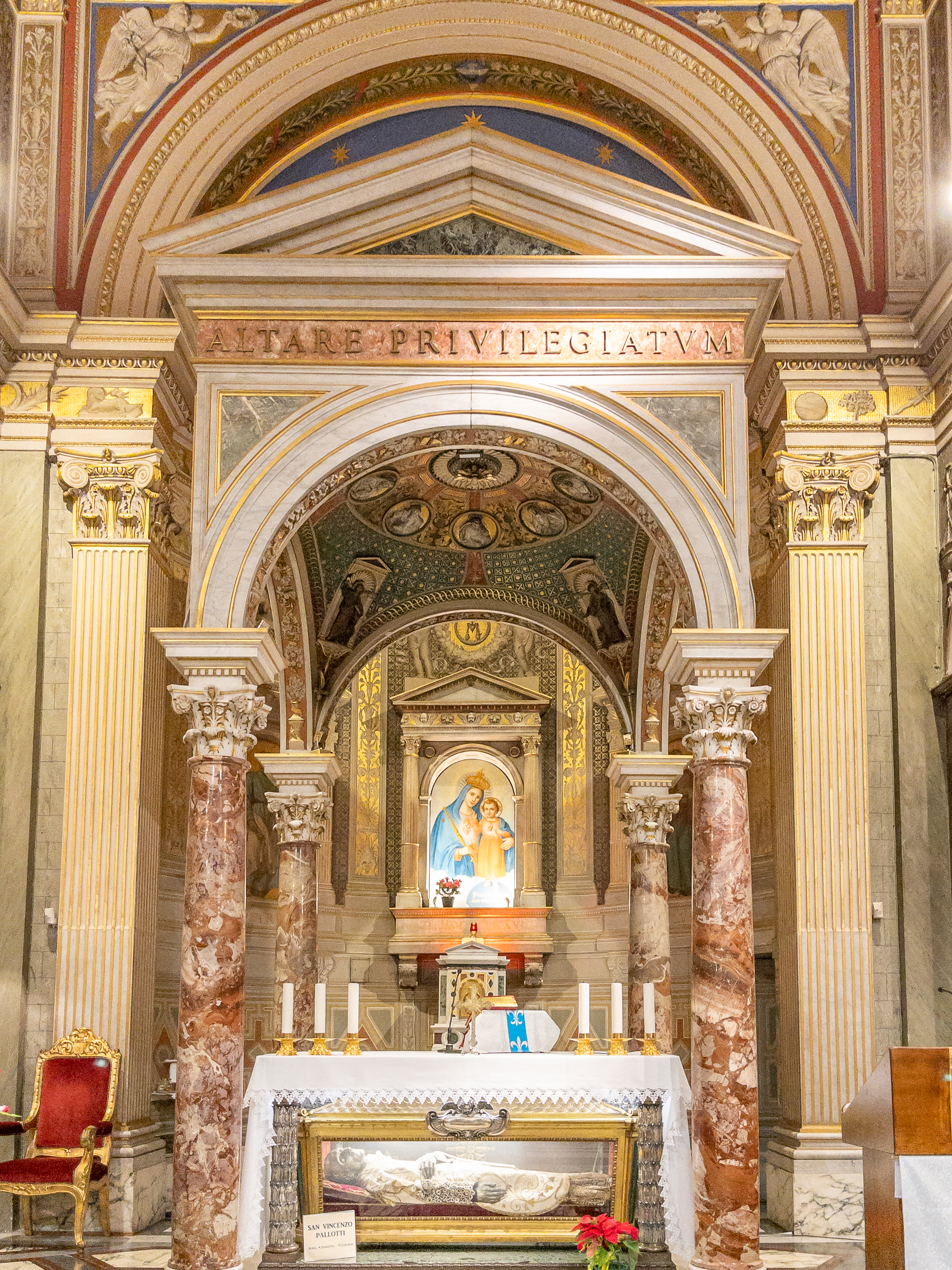
Le maître-autel avec le corps de saint Vincent Pallotti enchâssé.

L'église a trois nefs, séparées par douze colonnes. Au centre de l'abside se trouve la Madonna col Bambino (Vierge avec l'Enfant) de Cesare Mariani, de 1878. Le maître-autel abrite l'urne d'Arnaldo Brandizzi, ainsi que le corps de saint Vincent Pallotti, décédé le 22 janvier 1850 à San Salvatore in Onda, et déposé ainsi le 22 janvier 1950.
Dans un autel latéral est placée une Virgo Potens, image donnée par la bienheureuse Elisabetta Sanna (morte en 1857 et enterrée dans l'église).
Sous le presbytère se trouve une crypte médiévale faisant partie de la première construction de l'église. Elle est bâtie sur un plan rectangulaire, à trois petites nefs, séparées par des colonnes romanes qui soutiennent les voûtes croisées. Un grand chapiteau corinthien sert d'autel.